# 高木法斎
高木 法斎（たかぎ ほうさい、生没年不詳）は、戦国時代の武将。姓は青木とも。

## 略歴
阿波徳島藩の祖、蜂須賀家政の家臣。
慶長5年（1600年）、関ヶ原の戦いにおいて、主君の蜂須賀家政は領地を返上して高野山に蟄居し、東西どちらにもつかない中立の姿勢をとる。
しかし、西軍はあくまで蜂須賀勢の出兵を求めたため、高木法斎が陣代として軍勢を率いて出陣し、大谷吉継の配下として、大坂や北陸の警備を務めた。
やがて、西軍の敗北が報じられると、高木は兵を解散させて姿を消す。
蜂須賀家は、東軍の徳川家康に、西軍参加を責められたが、「出兵は高木法斎が勝手にしたこと。あの男はすでに追放しました」と言い逃れ、取り潰しを免れた。
こうして高木が責任をかぶったことによって蜂須賀家は守られたが、幕府への遠慮のためかその事績についてはほとんど書き残されておらず、詳しい素性も不明である。